# Boerka (Kaukasus)

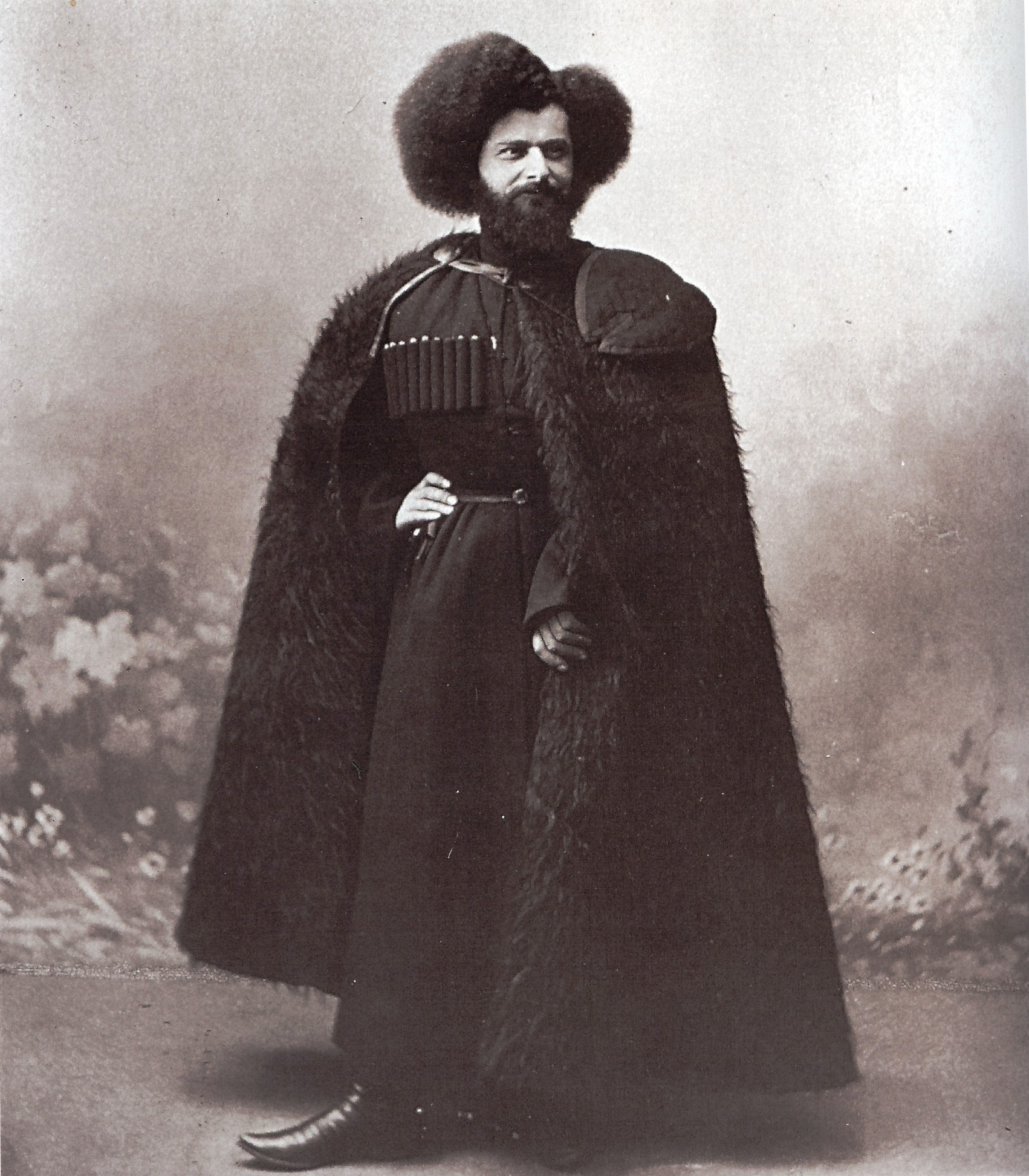
Man met Boerka

Een boerka (Russisch: бурка, mv. boerki) is een bruine, witte of zwarte mouwloze regenjas die traditioneel gedragen wordt door mannen in de Kaukasus. Ze worden traditioneel gemaakt van vervilte karakoelwol (kort krullerig wol van jonge lammeren van het karakoelschaap), maar omdat dit erg duur is wordt vaak vilt gebruikt dat erop lijkt. 
Midden 18e eeuw werd deze jas overgenomen door de Russische cavalerie en ingevoerd als militair uniform (bijvoorbeeld bij de Terek-Kozakken) tot de jaren 1850, toen de Kaukasusoorlog grotendeels was gewonnen. Boerki werden vroeger ook vaak gedragen door reizigers.
De naam boerka wordt binnen Rusland ook gebruikt voor een type valenki (vilten laarzen) met leren zolen. Deze worden handgemaakt uit wit vilt (geiten- of schapenvel) en hadden donkere strepen donker vilt op de naden en randen ter bescherming tegen de regen en ter contrast met het witte vilt. Ze werden vroeger gedragen door Russische tsaren en knjazen en in de Sovjetperiode onder andere door hooggeplaatste generaals en maarschalken zoals Zjoekov, Konev en Rokossovski.